# Calle Bergström
Calle Oskar Bergström (* 20. März 1976 in Valbo) ist ein schwedischer Eishockeyspieler, der zuletzt bis 2011 bei den Dragons de Rouen in der französischen Ligue Magnus unter Vertrag stand.

## Karriere
Calle Bergström begann seine Karriere als professioneller Eishockeyspieler bei IFK Arboga, für den er in der Saison 1999/2000 in der HockeyAllsvenskan spielte. Auch in den folgenden vier Spielzeiten war der Verteidiger in der zweiten schwedischen Eishockeyliga aktiv, als er für je ein Jahr bei den IK Oskarshamn und Tingsryds AIF auf dem Eis stand. Im Sommer 2002 wechselte Bergström zum Ligarivalen Mora IK, mit dem ihm in der Saison 2003/04 der Aufstieg in die Elitserien gelang. Nach zwei Jahren in der ersten Liga verließ der Schwede Mora und unterschrieb einen Vertrag bei den Füchsen Duisburg aus der DEL, für die er in 49 Spielen 16 Scorerpunkte erzielte, darunter fünf Tore.
Nach einer Spielzeit in der italienischen Serie A beim HC Pustertal wechselte Bergström im Sommer 2008 in die französische Ligue Magnus zu den Brûleurs de Loups de Grenoble, mit denen er 2009 das Triple aus Meistertitel, Coupe de France und Coupe de la Ligue gewann. Nach einem Engagement bei Örebro HK in der HockeyAllsvenskan in der Saison 2009/10 kehrte Bergström zur folgenden Saison wieder nach Frankreich zurück und unterschrieb einen Kontrakt bei Rouen Hockey Élite 76. Mit der Mannschaft gewann er 2011 das Double aus Meisterschaft und Coupe de France. Seither ist er vereinslos. 

## Erfolge und Auszeichnungen
- 2004 Aufstieg in die Elitserien mit Mora IK
- 2009 Französischer Meister mit Grenoble Métropole Hockey 38
- 2009 Coupe de la Ligue mit Grenoble Métropole Hockey 38
- 2009 Coupe de France mit Grenoble Métropole Hockey 38
- 2011 Französischer Meister mit den Dragons de Rouen
- 2011 Coupe de France mit den Dragons de Rouen

## Statistik
(Stand: Ende der Saison 2010/11)